# SN 2005lr
SN 2005lr – supernowa typu Ic odkryta 4 grudnia 2005 roku w galaktyce E492-G02. W momencie odkrycia miała maksymalną jasność 18,50m.